# Vieuvy
Vieuvy é uma comuna francesa na região administrativa da Pays de la Loire, no departamento de Mayenne. Estende-se por uma área de 7,11 km². Em 2010 a comuna tinha 117 habitantes (densidade: 16,5 hab./km²).